# Hardeman
Hardeman è un cantone del comune di San Pedro nella provincia di Obispo Santistevan nel dipartimento di Santa Cruz in Bolivia

## Geografia
La città è a un'altitudine di 212 m. La regione è tra i fiumi Piraí e Rio Grande, al bordo orientale della catena montuosa delle Ande della Cordillera Oriental. La zona è stata colonizzata negli ultimi decenni. Le terre, coperte da foresta tropicale, sono state bonificate e sfruttate per l'agricoltura.
Il clima è tropicale umido. La temperatura media è di 25 °C, i valori mensili oscillano tra i 21 °C di giugno / luglio e i 27 °C da ottobre a marzo. La precipitazione annua è di 1500 mm.

## Rete stradale
Hardeman dista 160 chilometri a nord di Santa Cruz. Il principale collegamento è la strada asfaltata Ruta 4 che va da Santa Cruz a Montero (57 km); da lì una strada regionale sale verso nord, attraverso Mineros e Fernández Alonso, fino a San Pedro.